# Courcelles (metropolitana di Parigi)
Courcelles è una stazione della metropolitana di Parigi, che serve la linea 2. Il nome deriva da un piccolo villaggio della regione parigina che più tardi è stato assorbito nella capitale.

## Curiosità
Fulgence Bienvenüe, padre della metropolitana, ha vissuto nelle vicinanze di questa stazione.